# برانتلي غيلبرت
برانتلي غيلبرت (بالإنجليزية: Brantley Gilbert)‏ هو مغن مؤلف ومغني وملحن أمريكي، ولد في 20 يناير 1963 في جيفرسون في الولايات المتحدة.

## وصلات خارجية
- الموقع الرسمي
- برانتلي غيلبرت على موقع IMDb (الإنجليزية)
- برانتلي غيلبرت على موقع ميوزك برينز (الإنجليزية)
- برانتلي غيلبرت على موقع إن إن دي بي (الإنجليزية)
- برانتلي غيلبرت على موقع أول ميوزيك (الإنجليزية)
- برانتلي غيلبرت على موقع ديسكوغز (الإنجليزية)
- برانتلي غيلبرت على موقع قاعدة بيانات الفيلم (الإنجليزية)